# Autovía del Norte

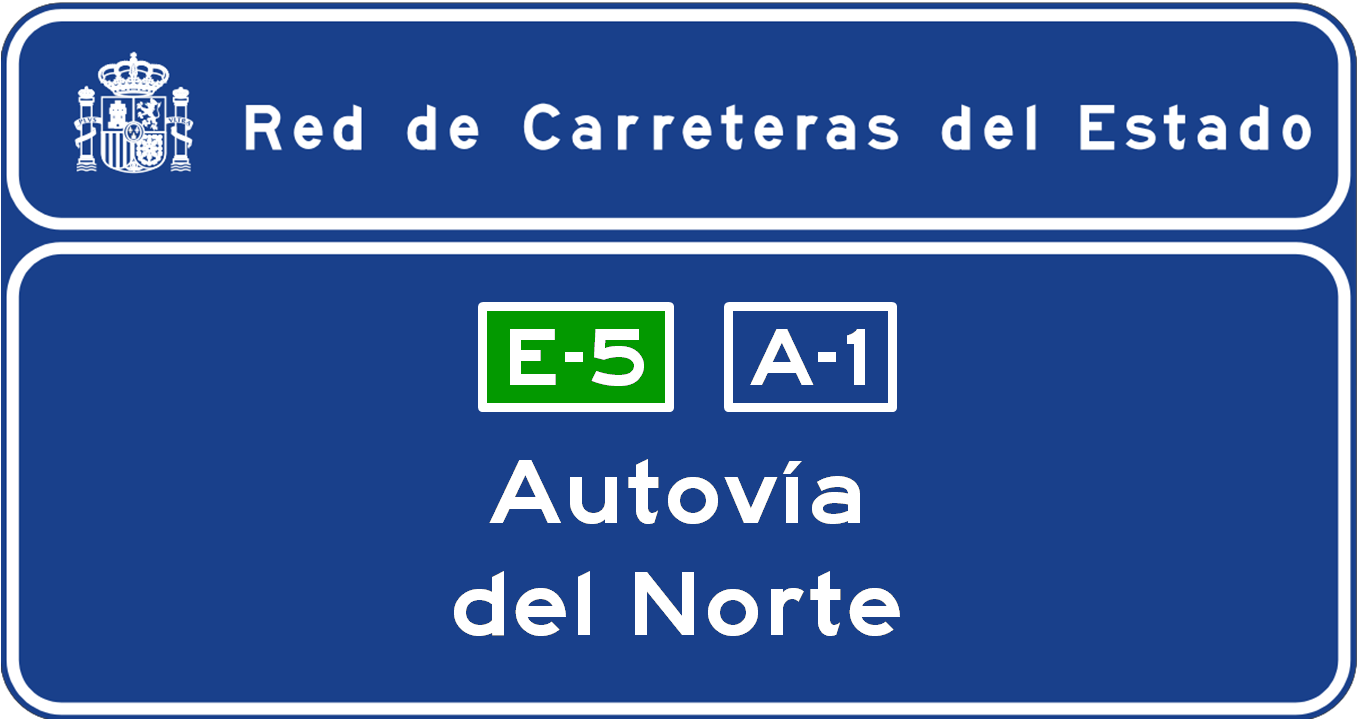
Señal de confirmación de la Autovía del Norte

La autovía del Norte o  A-1 (Iparraldeko Autobia en euskera) es una autovía radial española que conecta Madrid con Burgos, Vitoria y San Sebastián, donde enlaza con la autopista AP-1/AP-8, de peaje, hacia Irún y la frontera con Francia, en el puente de Biriatou, sobre el río Bidasoa. Constituye uno de los principales ejes de comunicación del centro con el norte del país, así como con el resto de Europa.
Fue construida en su práctica totalidad durante los años 1960, 70, 80 y 90, desdoblando la antigua N-I, realizando variantes alrededor de los pueblos que transitaba. Cabe destacar que es una de las pocas autovías que atraviesa las cuencas de los ríos Tajo, Duero y Ebro, además de los valles cantábricos. Es de circulación libre, excepto entre San Sebastián e Irún, que es de peaje y se denomina doblemente AP-1 y AP-8, pues comparte itinerario con la autopista del Cantábrico. También pertenecía al peaje el tramo entre Burgos y Armiñón, hasta que en 2018 el gobierno de Pedro Sánchez lo incorporó a las infraestructuras públicas gratuitas de la Red de Carreteras del Estado.
En la Red de Carreteras Europeas, tiene la denominación E-5, además de E-80 entre Burgos e Irún y E-70 entre Lasarte-Oria e Irún.

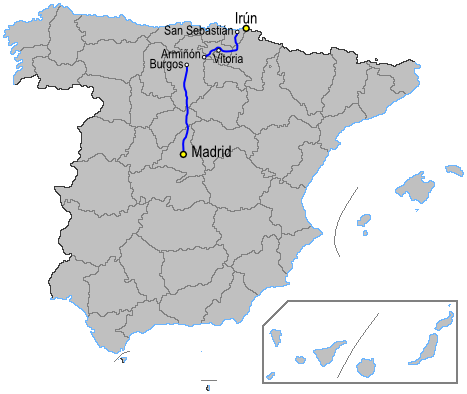

## Historia

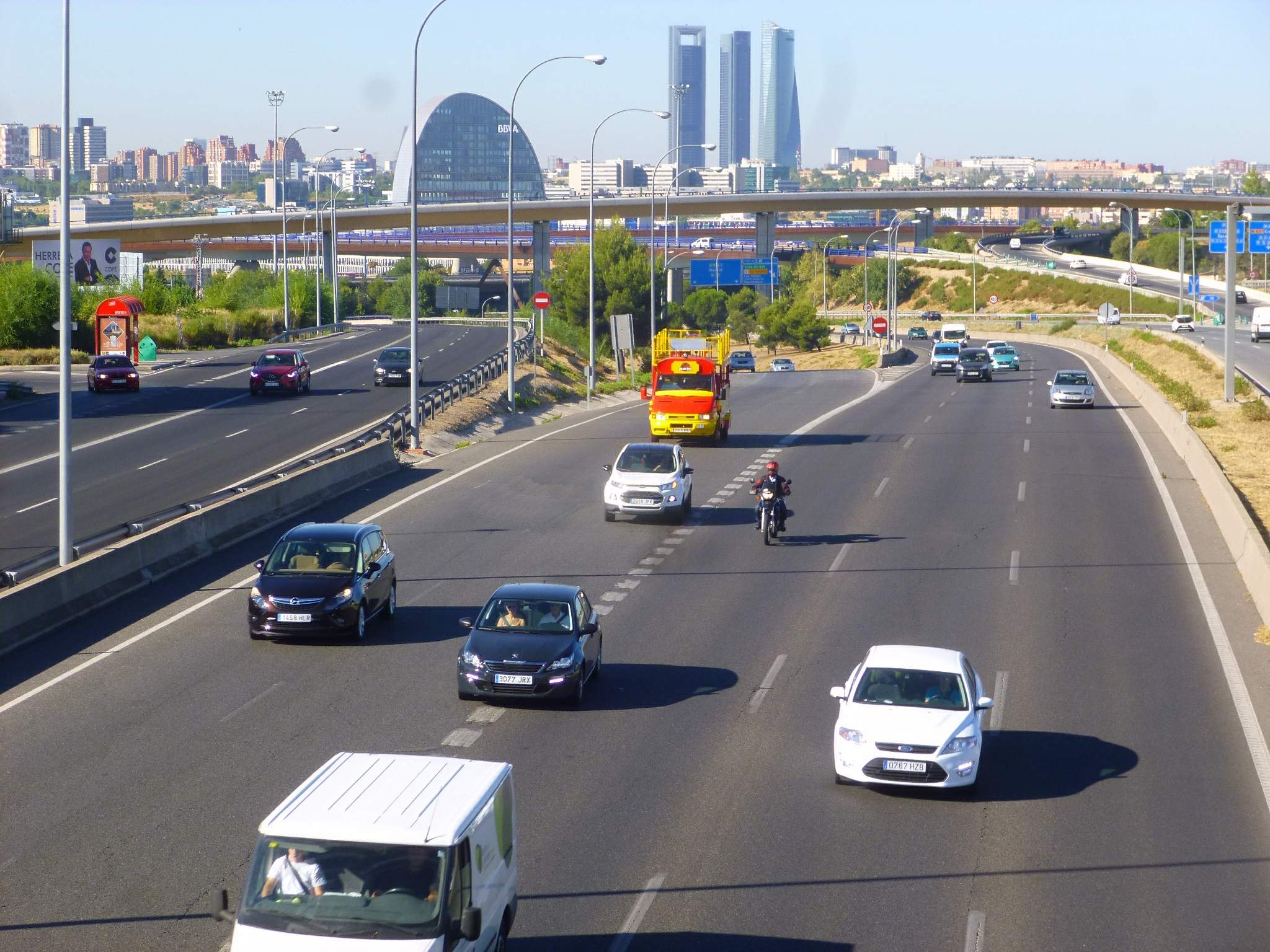
La A-1 a la altura del barrio de La Moraleja, en Alcobendas, Madrid

La A-1 es el resultado del desdoblamiento de la antigua N-I o la construcción de tramos nuevos en algunos lugares donde se mantiene la antigua carretera nacional paralela a la autovía (principalmente variantes a localidades). La N-I comenzó a desdoblarse en los años 1960, inicialmente el tramo entre Madrid y San Agustín del Guadalix. Entre los años 80 y años 90 se desdobló el tramo comprendido entre este último y Burgos, a excepción del tramo que discurre por el puerto de Somosierra, el cual mantuvo la carretera original y en su lugar se hizo la autovía mediante un túnel bajo dicho puerto, conocido como túnel de Somosierra, que fue finalizado en 1992. Los tramos del País Vasco también fueron construidos durante los años 1970, 80 y 90 a excepción del tramo Alsasua-Idiazábal, que se finalizó en 2003.
El 1 de diciembre de 2018, la AP-1, entre Burgos y Armiñón, quedó libre de peaje al terminar la concesión y decidir el gobierno de Pedro Sánchez no renovarla. Dio continuidad a la vía en uno de los dos tramos en los que no poseía circulación libre, el otro es el de San Sebastián-Irún (AP-8).

### Reforma integral
Entre los años 2010 y 2012 se realizaron las obras de remodelación íntegra entre Santo Tomé del Puerto y Burgos, dentro del plan estatal de mejora de carreteras radiales. La actuación consistió en la eliminación de varios puntos negros gracias a la realización de variantes, correcciones de trazado, además de mejoras en peraltes, accesos, carriles de incorporación.
La remodelación y conservación de los 146 kilómetros del citado tramo se explotan bajo la modalidad de peaje en sombra cuyas tarifas se ajustan a un conjunto de indicadores de calidad vinculados al estado de la vía y a la calidad del servicio ofertado. La sociedad concesionaria es la Agrupación de Empresas Valoriza Conservación de Infraestructuras y Europistas Concesionaria Española y el plazo de la concesión es de 5 años, hasta el año 2026.

## Características

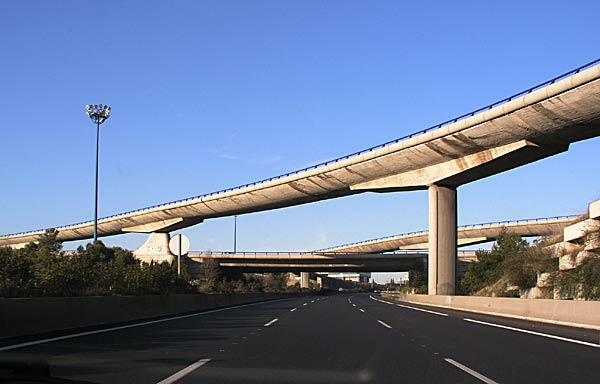
Autovía A-1

El primer tramo que se abrió al tráfico de la A-1 fue el de Madrid a Venturada y más tarde el de Venturada a Santo Tomé del Puerto. Posteriormente se construyeron el de Santo Tomé a Aranda de Duero (Burgos), y el de Lerma a Burgos. 
Desde noviembre de 2018 el tramo de la AP-1 entre Burgos y Armiñón es gratuito. El gobierno de Pedro Sánchez, del PSOE, decidió no renovar la concesión e incorporarlo a la red gratuita, por lo que la autovía tiene, desde entonces, continuidad gratuita desde Madrid hasta San Sebastián.
A partir de Lasarte-Oria, cerca de San Sebastián, para continuar hacia Irún sin peajes es preciso tomar la GI-11, a continuación la GI-20 y, por último, la GI-636 (el trazado que formaba la N-I antes de la reorganización de la red viaria guipuzcoana en 2010). La opción con peajes es tomar la AP-8/AP-1.

## Tramos
| Denominación       | Tramo | Kilómetros                    | Año servicio |
| ------------------ | --- | ----------------------------- | --- |
| E-5 A-1            | Madrid Nudo de Manoteras M-30 - Alcobendas Sur Subtramo original: Chamartín - Sanchinarro y Las Tablas pkm 5,5 Subtramo original: Sanchinarro y Las Tablas pkm 5,5 - Alcobendas Sur Tramo remodelado: Nudo de Manoteras Subtramo ampliado: Nudo de Manoteras - Alcobendas Sur Remodelación y ampliación: Nudo de Manoteras - M-40 Subtramo ampliado: M-40 - Alcobendas Sur | 2,6 4,5 - 5,9 2,5 3,4         | 2 carriles por sentido: 1964 2 carriles por sentido: 1965 Nudo y mejora hasta pkm 5,5: 1975 3 carriles por sentido: 1991 3 a 5 carriles por sentido: 2005 4 carriles por sentido: Anteproyecto aprobado provisional (pendiente aprobación definitiva) |
| E-5 A-1            | Variante de Alcobendas y San Sebastián de los Reyes Tramo original: Alcobendas Sur - San Sebastián de los Reyes Norte Tramo ampliado: Alcobendas Sur - San Sebastián de los Reyes Norte | 7,1 7,1                       | 3 carriles por sentido: 1992 4 carriles por sentido: Anteproyecto aprobado provisional (pendiente aprobación definitiva) |
| E-5 A-1            | San Sebastián de los Reyes Norte - San Agustín de Guadalix Tramo original: San Sebastián de los Reyes Norte - San Agustín de Guadalix Nueva variante con la M-50 : San Sebastián de los Reyes Norte - Enlace M-100 Subtramo ampliado: Enlace M-100 - Enlace RACE Subtramo ampliado: Enlace RACE - San Agustín de Guadalix | 12,3 4,2 4,8 6,8              | 2 carriles por sentido: 1968 3 carriles por sentido: 2003 3 carriles por sentido: 2005 3 carriles por sentido: En redacción de proyecto (pendiente licitación de obras)                                                                               |
| E-5 A-1            | San Agustín de Guadalix - El Molar Sur Tramo original: San Agustín de Guadalix - El Molar Sur Subtramo ampliado: San Agustín de Guadalix Sur - San Agustín de Guadalix Norte Subtramo ampliado: San Agustín de Guadalix Norte - El Molar Sur | 6,4 2,7 3,7                   | 2 carriles por sentido: 1987 3 carriles por sentido: En redacción de proyecto (pendiente licitación de obras) 3 carriles por sentido: Proyecto licitado (pendiente adjudicación de proyecto)                                                          |
| E-5 A-1            | Variante de El Molar Tramo original integrado en El Molar con semáforos Nueva variante en el Este de El Molar | 4,9 6,8                       | 1987 2009 |
| E-5 A-1            | El Molar Norte - Venturada | 3,6                           | 1987 |
| E-5 A-1            | Venturada - La Cabrera Norte Subtramo: Venturada - La Cabrera Sur Subtramo: Variante de La Cabrera | 7,2 6                         | 1992 |
| E-5 A-1            | La Cabrera Norte - Buitrago Sur | 11                            | 1990 |
| E-5 A-1            | Variante de Buitrago Tramo: Buitrago Sur - Buitrago Norte | 4                             | 1990 |
| E-5 A-1            | Buitrago Norte - Intersección N-110 Norte Subtramo: Buitrago Norte - Somosierra Subtramo: Somosierra - Intersección N-110 Sur Subtramo: Variante de Cerezo de Abajo | 10 6 5                        | 1992 |
| E-5 A-1            | Intersección N-110 Norte - Boceguillas Sur | 12,2                          | 1989 |
| E-5 A-1            | Variante de Boceguillas Tramo: Boceguillas Sur - Boceguillas Norte | 2,7                           | 1990 |
| E-5 A-1            | Boceguillas Norte - Carabias Sur | 10,3                          | 1990 |
| E-5 A-1            | Variante de Carabias Tramo: Carabias Sur - Carabias Norte | 1,6                           | 1992 |
| E-5 A-1            | Carabias Norte - Milagros | 15,9                          | 1989 |
| E-5 A-1            | Milagros - Aranda de Duero Norte | 19,1                          | 1992 |
| E-5 A-1            | Aranda de Duero Norte - Lerma Sur Subtramo: Aranda de Duero Norte - Fontioso Subtramo: Fontioso - Lerma Sur | 25,6 9,2                      | 1992 1991 |
| E-5 A-1            | Variante de Lerma Tramo: Lerma Sur - Lerma Norte | 5,6                           | 1991 |
| E-5 A-1            | Lerma Norte - Sarracín (Intersección N-234 ) | 26                            | 1989 |
| E-5 A-1            | Sarracín (Intersección N-234 ) - Burgos Sur Nudo de Landa | 5,9                           | 1991 |
| E-5 E-80 A-1 BU-30 | Circunvalación Sur-Este de Burgos Tramo original: Nudo de Landa - Burgos Sureste AP-1 Tramo ampliado: Nudo de Landa - Burgos Sureste AP-1 Tramo: Burgos Sureste AP-1 - Castañares N-120 Tramo: Castañares N-120 - Burgos Este N-I | 7,2 1,7 1,9                   | 2 carriles por sentido: 1984 3 carriles por sentido: 2005 1984 1988 |
| A-1                | Burgos Este BU-30 N-I - Rubena Tramo original Nueva variante | 2,5 5,8                       | 1988 2008 |
| E-5 E-80 AP-1      | Antigua autopista de peaje (tramos originales) Tramo: Burgos Sureste BU-30 - Rubena Tramo: Rubena - Briviesca Tramo original: Briviesca - Pancorbo Tramo original: Pancorbo - Armiñón Tramo ampliado: Ameyugo - Armiñón Tramo ampliado: Zuñeda - Ameyugo Liberalización de todos los tramos y autopista libre de peaje | 13,2 29,3 21,1 25 16,8 17,5 - | 1984 1978 2 carriles por sentido: 1978 2 carriles por sentido: 1981 3 carriles por sentido: 2006 3 carriles por sentido: En redacción de proyecto (pendiente licitación de obras) 2018                                                                |
| E-5 E-80 AP-1 A-1  | Miranda de Ebro Este - Aríñez Tramo original: Miranda de Ebro Este - Rivabellosa Tramo original: Rivabellosa - Armiñón Tramo original: Armiñón - Burgueta Tramo original: Burgueta - La Puebla de Arganzón/Zaballa Tramo original: La Puebla de Arganzón/Zaballa - Ariñez Remodelación: Armiñón - Burgueta Remodelación: Burgueta - Pol. ind. Los Llanos (sentido Este) Remodelación: Burgueta - Pol. ind. Los Llanos (sentido Oeste) Remodelación: Pol. ind. Los Llanos - Ariñez | 2,7 3,5 3 7 5,5 3,1 9,1 5,4   | 2 carriles por sentido: 1980 2 carriles por sentido: 1976 2 carriles por sentido: 1967 3 carriles por sentido: 2009 3 carriles por sentido: 2006 3 carriles por sentido: 2003                                                                         |
| E-5 E-80 A-1       | Circunvalación Norte de Vitoria Tramo: Aríñez - Enlace de Gamarra Menor Tramo: Enlace de Gamarra Menor - Eskalmendi Tramo: Eskalmendi - Venta del Patio | 13,5 1,8 9,2                  | 1990 1992 1994 |
| A-1                | Venta del Patio - Salvatierra | 13,6                          | 1994 |
| A-1                | Salvatierra - Eguino Este Subtramo: Variante de Eguino Subtramo: Salvatierra - Eguino Oeste | 3 8,5                         | 1996 |
| A-1                | Eguino Este - Alsasua Subtramo provisional: Olazagutía - Nudo de Alsasua Tramo completo: Eguino Este - Alsasua | 2,6 7                         | 1997 1998 |
| A-1                | Alsasua - Puerto de Echegárate | 7,1                           | 2002 |
| N-I                | Puerto de Echegárate - Idiazábal Sur Subtramo provisional: Puerto de Echegárate - Urtsuaran (sentido Norte) Tramo completo: Puerto de Echegárate - Idiazábal Sur | 5,3 8,4                       | 2002 2003 |
| N-I                | Variante de Idiazábal Tramo: Idiazábal Sur - Idiazábal Norte | 3,4                           | 1999 |
| N-I                | Idiazábal Norte - Beasáin AP-636 | 2                             | 1995 |
| N-I                | Beasáin AP-636 - Túnel de Beasáin | 2,8                           | 1994 |
| N-I                | Túnel de Beasáin - Legorreta | 5,7                           | 1991 |
| N-I                | Legorreta - Icazteguieta | 3,5                           | 1988 |
| N-I                | Icazteguieta - Tolosa | 8,2                           | 1986 |
| N-I                | Tolosa - Irura | 7                             | 1979 |
| N-I                | Irura - Andoáin | 10                            | ¿1976? |
| N-I                | Andoáin - Lasarte-Oria | 7                             | ¿1976? |
| GI-21              | Antiguo acceso de San Sebastián por Añorga Tramo original: Lasarte-Oria N-I - Añorga GI-20 Primera fase: Bulevar de Añorga Tramo: Rotonda de Karmengo Ama Segunda fase: Bulevar de Añorga Tramo: Rotonda de Errekalde | 3,5 0,8 - 0,5 -               | 1974 2016 2012 2021 2010 |
| GI-11              | Nuevo acceso a San Sebastián por Arizeta Tramo: Lasarte-Oria - Arizeta | 2,5                           | 1999 |
| GI-20              | Primer cinturón de San Sebastián Tramo original: Arizeta GI-11 - Añorga GI-21 Tramo original: Añorga GI-21 - Inchaurrondo Tramo original: Inchaurrondo - Pasajes Ancho GI-636 Remodelación: Arizeta GI-11 - Ibaeta Remodelación: Inchaurrondo - Pasajes Ancho GI-636 | 2,5 6,1 2,5 1,5 2,5           | 2 carriles por sentido: 1974 2 carriles por sentido: 1972 2 carriles por sentido: 1975 3 carriles por sentido: 1999 3 carriles por sentido: 2005 |
| GI-636             | Pasajes Ancho - Rentería Noroeste Tramo original: Pasajes Ancho - Rentería Noroeste Remodelación: Pasajes Ancho - Rentería Noroeste | 2 2                           | 2 carriles por sentido: 1975 4 carriles por sentido: 2007 |
| GI-636             | Variante de Rentería Tramo: Rentería Noroeste - Rentería Este | 3                             | 1 carril por sentido: 1999 |

## Salidas A-1

### Tramo Madrid - Aranda de Duero - Burgos - Rubena
| Velocidad | Esquema | Carriles | Salida  | Sentido Francia (ascendente)                                                    | Sentido Madrid (descendente)                                                               | Carriles | Carretera     | Notas |
| --------- | ------- | -------- | ------- | ------------------------------------------------------------------------------- | ------------------------------------------------------------------------------------------ | -------- | ------------- | ----- |
|           |         |          | km 10   | Inicio de la Autovía del Norte                                                  | Fin de la Autovía del Norte Conversión M-30 Av. Pío XII A-2 Zaragoza A-3 A-4 A-42          |          | M-30          |       |
|           |         |          | M-30 1B |                                                                                 | M-11 aeropuerto Feria de Madrid                                                            |          | M-11          |       |
|           |         |          | M-30 1A |                                                                                 | M-30 pº Castellana M-607 Colmenar Viejo A-6 A-5                                            |          | M-30          |       |
|           |         |          | 11      |                                                                                 | Avda. Burgos est. Chamartín Las Tablas centro comercial Sanchinarro                        |          |               |       |
|           |         |          | 12-13   | Fuencarral - La Moraleja vía de servicio M-40 R-2 todas direcciones             | M-40 todas direcciones aeropuerto Feria de Madrid                                          |          | M-40          |       |
|           |         |          | 14      | Alcobendas (oeste) El Soto centro comercial                                     |                                                                                            |          |               |       |
|           |         |          | 15      |                                                                                 | Fuencarral - La Moraleja                                                                   |          |               |       |
|           |         |          | 16      | M-616 Alcobendas pol. industrial M-607                                          | M-616 Alcobendas pol. industrial M-607                                                     |          | M-616         |       |
|           |         |          | 17      | Alcobendas - San Sebastián de los Reyes M-12 Barajas R-2 centro comercial       | Alcobendas - San Sebastián de los Reyes M-12 Barajas M-40 R-2 centro comercial             |          | M-12          |       |
|           |         |          | 19      | vía de servicio San Sebastián de los Reyes                                      |                                                                                            |          |               |       |
|           |         |          | 20      | San Sebastián de los Reyes zona industrial                                      |                                                                                            |          |               |       |
|           |         |          | 21      | M-50 R-2 aeropuerto E-90 A-2 M-45 Zaragoza                                      | M-50 R-2 aeropuerto E-90 A-2 M-45 Madrid - Zaragoza                                        |          | M-50          |       |
|           |         |          | 23      | Cobeña - Algete vía de servicio                                                 |                                                                                            |          | M-100         |       |
|           |         |          | 24      | vía de servicio                                                                 | vía de servicio San Sebastián de los Reyes Cobeña - Algete                                 |          | M-100         |       |
|           |         |          | 26      | vía de servicio                                                                 |                                                                                            |          |               |       |
|           |         |          | 28      | RACE urbanizaciones                                                             | RACE urbanizaciones vía de servicio                                                        |          |               |       |
|           |         |          | 29      |                                                                                 | Vía de Servicio                                                                            |          |               |       |
|           |         |          | 30      | vía de servicio polígono industrial sur                                         | vía de servicio polígono industrial sur                                                    |          |               |       |
|           |         |          | 34      | vía de servicio San Agustín de Guadalix Colmenar Viejo                          | San Agustín de Guadalix Colmenar Viejo                                                     |          | M-104         |       |
|           |         |          | 36      | San Agustín de Guadalix polígono industrial                                     | San Agustín de Guadalix polígono industrial                                                |          |               |       |
|           |         |          | 38      | Camino de Servicio                                                              | Camino de Servicio                                                                         |          |               |       |
|           |         |          | 41      | vía de servicio El Molar (sur) - Pedrezuela                                     | El Molar (sur) - Pedrezuela                                                                |          |               |       |
|           |         |          | 45      | El Vellón- El Molar (centro)                                                    | El Vellón - El Molar (centro)                                                              |          | M-129         |       |
|           |         |          | 47      | El Vellón - Pedrezuela - El Molar (norte)                                       | El Vellón - Pedrezuela - El Molar (norte)                                                  |          | M-122         |       |
|           |         |          | 49      | Cotos de Monterrey                                                              | Cotos de Monterrey                                                                         |          |               |       |
|           |         |          | 50      | Venturada Guadalix de la Sierra Torrelaguna                                     | Venturada Guadalix de la Sierra Torrelaguna                                                |          | N-320 M-608   |       |
|           |         |          | 55      |                                                                                 | Cabanillas de la Sierra Bustarviejo                                                        |          | M-631         |       |
|           |         |          | 57      | vía de servicio La Cabrera Valdemanco                                           | vía de servicio La Cabrera Valdemanco                                                      |          | M-610         |       |
|           |         |          | 60      | vía de servicio La Cabrera El Berrueco                                          | vía de servicio La Cabrera El Berrueco                                                     |          | M-127         |       |
|           |         |          | 65      | vía de servicio                                                                 | vía de servicio                                                                            |          |               |       |
|           |         |          | 66      | Lozoyuela Sieteiglesias                                                         | Lozoyuela Sieteiglesias                                                                    |          | M-131         |       |
|           |         |          | 67      | vía de servicio Lozoyuela Mangirón                                              |                                                                                            |          | M-135         |       |
|           |         |          | 68      |                                                                                 | vía de servicio Lozoyuela Mangirón                                                         |          | M-135         |       |
|           |         |          | 69      | P.N. Sierra de Guadarrama Lozoya - Rascafría                                    | P.N. Sierra de Guadarrama Lozoya - Rascafría                                               |          | M-604         |       |
|           |         |          | 72      | cambio de sentido                                                               |                                                                                            |          |               |       |
|           |         |          | 74      | vía de servicio Buitrago del Lozoya Villavieja del Lozoya                       | vía de servicio Buitrago del Lozoya                                                        |          | M-634         |       |
|           |         |          | 75      |                                                                                 | vía de servicio Buitrago del Lozoya - Villavieja del Lozoya                                |          |               |       |
|           |         |          | 76      | vía de servicio Gandullas - Buitrago del Lozoya                                 |                                                                                            |          |               |       |
|           |         |          | 79      | vía de servicio La Serna del Monte - Piñuécar                                   | La Serna del Monte - Piñuécar                                                              |          |               |       |
|           |         |          |         |                                                                                 | vía de servicio                                                                            |          |               |       |
|           |         |          | 83      | vía de servicio área de descanso La Acebeda - Aoslos                            | vía de servicio área de descanso La Acebeda - Aoslos                                       |          |               |       |
|           |         |          | 85      | Horcajo de la Sierra                                                            | Horcajo de la Sierra                                                                       |          |               |       |
|           |         |          | 87      | vía de servicio Robregordo                                                      | vía de servicio Robregordo                                                                 |          |               |       |
|           |         |          | 91      | vía de servicio Somosierra                                                      |                                                                                            |          |               |       |
|           |         |          |         | Túnel de Juan Manuel Morón García 620m                                          | Túnel de Juan Manuel Morón García 620m                                                     |          |               |       |
|           |         |          | 92      |                                                                                 | vía de servicio Somosierra                                                                 |          |               |       |
|           |         |          |         | Puerto de Somosierra 1444m                                                      | Puerto de Somosierra 1444m                                                                 |          |               |       |
|           |         |          |         | CASTILLA Y LEÓN Provincia de Segovia km. 95                                     | COMUNIDAD DE MADRID km. 95                                                                 |          |               |       |
|           |         |          | 99      | vía de servicio Santo Tomé del Puerto Segovia                                   | vía de servicio Santo Tomé del Puerto Segovia                                              |          | N-110         |       |
|           |         |          | 100     | vía de servicio Cerezo de Abajo Cuéllar                                         |                                                                                            |          | SG-205        |       |
|           |         |          | 103-104 | Cerezo de Arriba La Pinilla Riaza - Soria                                       | vía de servicio Cerezo de Arriba La Pinilla Riaza - Soria SG-205 Cerezo de Abajo - Cuéllar |          | N-110         |       |
|           |         |          | 107     | vía de servicio Sotos de Sepúlveda - Sotillo                                    | vía de servicio Sotos de Sepúlveda - Sotillo                                               |          |               |       |
|           |         |          | 109     | Castillejo de Mesleón - Riaza - Sepúlveda                                       |                                                                                            |          |               |       |
|           |         |          | 110     |                                                                                 | Castillejo de Mesleón - Riaza - Sepúlveda                                                  |          |               |       |
|           |         |          |         |                                                                                 | Báscula del Pesaje                                                                         |          |               |       |
|           |         |          | 115     | vía de servicio Boceguillas                                                     |                                                                                            |          |               |       |
|           |         |          | 116-117 | Boceguillas Sepúlveda                                                           | Boceguillas Sepúlveda                                                                      |          | SG-232        |       |
|           |         |          | 118     |                                                                                 | vía de servicio Grajera - Boceguillas                                                      |          |               |       |
|           |         |          | 121     | vía de servicio Encinas                                                         | vía de servicio Encinas                                                                    |          |               |       |
|           |         |          | 123     | Fresno de la Fuente - Grajera                                                   |                                                                                            |          |               |       |
|           |         |          | 124     |                                                                                 | Fresno de la Fuente - Grajera                                                              |          |               |       |
|           |         |          |         | cambio de sentido                                                               | cambio de sentido                                                                          |          |               |       |
|           |         |          | 130     | vía de servicio Carabias - Pradales                                             |                                                                                            |          |               |       |
|           |         |          | 131     |                                                                                 | vía de servicio Carabias - Pradales                                                        |          |               |       |
|           |         |          | 133-134 | área de descanso Villalvilla de Montejo                                         | Villalvilla de Montejo                                                                     |          |               |       |
|           |         |          | 136-137 | Honrubia de la Cuesta                                                           | área de descanso Honrubia de la Cuesta                                                     |          |               |       |
|           |         |          | 140     | Honrubia de la Cuesta                                                           | Honrubia de la Cuesta                                                                      |          |               |       |
|           |         |          |         | Provincia de Burgos km. 141                                                     | Provincia de Segovia km. 141                                                               |          |               |       |
|           |         |          | 143-144 | Pardilla - Fuentenebro                                                          | Pardilla - Fuentenebro                                                                     |          |               |       |
|           |         |          | 146-147 | vía de servicio Milagros - Fuentelcésped - Campillo de Aranda                   | vía de servicio Milagros                                                                   |          |               |       |
|           |         |          |         |                                                                                 | vía de servicio                                                                            |          |               |       |
|           |         |          | 152-153 | vía de servicio hospital Fuentespina - Aranda de Duero (sur)                    | vía de servicio hospital Fuentespina - Aranda de Duero (sur)                               |          |               |       |
|           |         |          | 154     | Aranda de Duero (sur) Soria - Valladolid                                        | Aranda de Duero (sur) Soria - Valladolid                                                   |          | N-1 A-11      |       |
|           |         |          | 158     | polígono industrial ALLENDEDUERO Aranda de Duero - Valladolid - Soria           | polígono industrial ALLENDEDUERO Aranda de Duero - Valladolid - Soria                      |          | N-122         |       |
|           |         |          | 159     | aparcamiento de emergencia Aranda de Duero - Villalba de Duero - Palencia       | aparcamiento de emergencia Aranda de Duero - Villalba de Duero - Palencia                  |          | CL-619        |       |
|           |         |          | 164-165 | vía de servicio Aranda de Duero (norte)                                         | vía de servicio Aranda de Duero (norte) Segovia                                            |          | CL-603        |       |
|           |         |          | 168     | Gumiel de Izán - Villanueva de Gumiel - Caleruega                               | Villanueva de Gumiel - Peñaranda de Duero                                                  |          |               |       |
|           |         |          | 171     | vía de servicio Gumiel de Mercado - Quintana del Pidio                          | vía de servicio Gumiel de Izán - Caleruega - Quintana del Pidio                            |          |               |       |
|           |         |          | 176     | vía de servicio Oquillas - Pinilla Trasmonte                                    | vía de servicio Gumiel de Mercado - Oquillas - La Aguilera                                 |          |               |       |
|           |         |          | 180     | Bahabón de Esgueva - Cabañes de Esgueva                                         | Bahabón de Esgueva (sur)                                                                   |          |               |       |
|           |         |          | 182     |                                                                                 | Bahabón de Esgueva - Santibáñez de Esgueva                                                 |          |               |       |
|           |         |          | 185     | Pineda Trasmonte - Cilleruelo de Abajo                                          | Cabañes de Esgueva - Roa - Pineda Trasmonte                                                |          |               |       |
|           |         |          |         |                                                                                 | vía de servicio                                                                            |          |               |       |
|           |         |          | 189     | vía de servicio Cilleruelo de Abajo estación ff.cc. Fontioso                    | vía de servicio Cilleruelo de Abajo estación ff.cc. Fontioso                               |          |               |       |
|           |         |          | 196     | Quintanilla de la Mata                                                          |                                                                                            |          |               |       |
|           |         |          | 198     | Quintanilla de la Mata Villafruela                                              | Quintanilla de la Mata Villafruela                                                         |          | BU-114        |       |
|           |         |          | 200     | vía de servicio Lerma (sur) Santo Domingo de Silos                              |                                                                                            |          | BU-900        |       |
|           |         |          | 202     | Lerma (centro) estación ff.cc.                                                  | Lerma (centro) estación ff.cc.                                                             |          |               |       |
|           |         |          | 203     | vía de servicio aparcamiento de emergencia Lerma (norte) - Villalmanzo Palencia | vía de servicio aparcamiento de emergencia Lerma (norte) Palencia                          |          | N-622         |       |
|           |         |          | 204     |                                                                                 | Villalmanzo pol. industrial                                                                |          |               |       |
|           |         |          | 210     | Villamayor de los Montes - Torrecilla del Monte                                 | Villamayor de los Montes - Torrecilla del Monte                                            |          |               |       |
|           |         |          | 213     | Madrigalejo del Monte - Montuenga polígono industrial                           | Madrigalejo del Monte                                                                      |          |               |       |
|           |         |          | 214     |                                                                                 | vía de servicio Montuenga                                                                  |          |               |       |
|           |         |          | 215     | área de descanso                                                                |                                                                                            |          |               |       |
|           |         |          | 216     | Madrigal del Monte                                                              | Madrigal del Monte                                                                         |          |               |       |
|           |         |          | 219     | Valdorros                                                                       | área de descanso Valdorros                                                                 |          |               |       |
|           |         |          | 221     | Cogollos                                                                        | Cogollos (sur)                                                                             |          |               |       |
|           |         |          | 223     |                                                                                 | Cogollos (norte)                                                                           |          |               |       |
|           |         |          | 225     | vía de servicio                                                                 | vía de servicio                                                                            |          |               |       |
|           |         |          |         | vía de servicio                                                                 | vía de servicio                                                                            |          |               |       |
|           |         |          | 230     | Sarracín - Soria                                                                | Sarracín - Soria                                                                           |          | N-234         |       |
|           |         |          | 232-233 | vía de servicio aparcamiento de emergencia Villariezo                           | vía de servicio aparcamiento de emergencia Villariezo                                      |          |               |       |
|           |         |          | 234-235 | vía de servicio cambio de sentido                                               | vía de servicio cambio de sentido                                                          |          |               |       |
|           |         |          | 235-236 | BU-11 N-623 Burgos (centro) BU-30 E-80 A-62 Valladolid A-231 León               | BU-11 Burgos E-80 BU-30 A-62 Valladolid A-231 León                                         |          | BU-11 BU-30   |       |
|           |         |          | 238     | Burgos (centro)                                                                 | Burgos (centro) Santander                                                                  |          | N-623         |       |
|           |         |          | 242-244 | E-5 E-80 AP-1 Vitoria - Logroño                                                 | E-5 E-80 AP-1 Vitoria - Bilbao - Logroño                                                   |          | E-5 E-80 AP-1 |       |
|           |         |          | 245     | Burgos (centro) - Logroño aeropuerto de Burgos                                  | Burgos (centro) - Logroño aeropuerto de Burgos                                             |          | N-120         |       |
|           |         |          |         |                                                                                 | polígono industrial                                                                        |          |               |       |
|           |         |          | 246A    | vía de servicio Burgos (centro) C/ Vitoria Villafría                            |                                                                                            |          | N-1           |       |
|           |         |          | 246B    | BU-30 A-73 N-623 Santander                                                      |                                                                                            |          | BU-30         |       |
|           |         |          | 249     |                                                                                 | BU-30 A-73 N-623 Santander Burgos (centro) c/ Vitoria c/ A.M. Cobos                        |          | BU-30         |       |
|           |         |          | 251     | Villafría - Rubena Vitoria                                                      | Villafría - Rubena Madrid - Valladolid                                                     |          | N-1 E-5 AP-1  |       |
|           |         |          | km 251  | Rubena, continúa por N-1 Briviesca - Vitoria                                    | Rubena                                                                                     |          | N-1           |       |

### Tramo Burgos - Armiñón
| Elemento | Nombre de salida (sentido Francia)/Ver de arriba-abajo       | Número de salida | Punto kilométrico | Nombre de salida (sentido Burgos)/Ver de abajo-arriba              | Carretera que enlaza |
| -------- | ------------------------------------------------------------ | ---------------- | ----------------- | ------------------------------------------------------------------ | -------------------- |
|          | Burgos                                                       |                  |                   | Burgos continúa por E-5 E-80 A-1 Madrid A-62 Valladolid - Portugal |                      |
|          |                                                              | 1                | km. 2             | Burgos (oeste) Santander aeropuerto                                | N-623                |
|          | Peaje de Burgos Peaje liberado desde 1 de diciembre de 2018  |                  | km. 3             | Peaje de Burgos Peaje liberado desde 1 de diciembre de 2018        |                      |
|          | Villafría - Rubena                                           | 2                | km. 7             | Villafría - Rubena                                                 |                      |
|          | Área de Servicio de Quintanapalla                            |                  | km. 11            | Área de Servicio de Quintanapalla                                  |                      |
|          | Área de Descanso                                             |                  | km. 24            |                                                                    |                      |
|          |                                                              |                  | km. 25            | Área de Descanso                                                   |                      |
|          | Área de Servicio de Briviesca                                |                  | km. 35            | Área de Servicio de Briviesca                                      |                      |
|          | Briviesca - Oña                                              | 3                | km. 37            | Briviesca - Belorado                                               |                      |
|          |                                                              |                  | km. 44            | Área de Descanso                                                   |                      |
|          | Área de Descanso                                             |                  | km. 45            |                                                                    |                      |
|          |                                                              |                  | km. 54            | Área de Descanso                                                   |                      |
|          | Área de Descanso                                             |                  | km. 55            |                                                                    |                      |
|          | Pancorbo                                                     | 4                | km. 58            | Pancorbo - Santander                                               | N-232                |
|          | Túnel de San Nicolás L. 173 m                                |                  | km. 59            | Túnel de San Nicolás L. 155 m                                      |                      |
|          | Túnel de Barrio L. 262 m                                     |                  | km. 60            | Túnel de Barrio L. 266 m                                           |                      |
|          | Túnel de Hontoria L. 238 m                                   |                  | km. 61            | Túnel de Hontoria L. 238 m                                         |                      |
|          | Área de Servicio de Desfiladero                              |                  | km. 63            | Área de Servicio de Desfiladero                                    |                      |
|          |                                                              | 4a               | km. 66            | Ameyugo - Burgos                                                   | N-1                  |
|          | Miranda de Ebro - Puentelarrá                                | 5                | km. 74            | Miranda de Ebro - Puentelarrá                                      | BU-535 A-2122        |
|          | Área de Descanso                                             |                  | km. 75            | Área de Descanso                                                   |                      |
|          | Álava - PAÍS VASCO                                           |                  | km. 77            | Provincia de Burgos - CASTILLA Y LEÓN                              |                      |
|          | Logroño - Bilbao                                             | 6                | km. 78            | Logroño - Bilbao                                                   | E-804 AP-68          |
|          | Peaje de Armiñón Peaje liberado desde 1 de diciembre de 2018 |                  | km. 82            | Peaje de Armiñón Peaje liberado desde 1 de diciembre de 2018       |                      |
|          | Estavillo Armiñón Manzanos Miranda de Ebro                   |                  | km. 82            |                                                                    | A-4104 A-3310 A-1    |
|          | Armiñón continúa por E-5 E-80 A-1 Vitoria - Francia          |                  |                   | Armiñón                                                            | E-5 E-80 A-1         |

### Tramo Miranda de Ebro - Vitoria - Alsasua - San Sebastián
| Velocidad | Esquema | Carriles | Salida   | Sentido Francia (sentido ascendente) | Sentido Madrid (sentido descendente)                                      | Carriles | Carretera                       | Notas |
| --------- | ------- | -------- | -------- | --- | ------------------------------------------------------------------------- | -------- | ------------------------------- | ----- |
|           |         |          | km 321   | Miranda de Ebro | Miranda de Ebro, continúa por N-1                                         |          | N-1                             |       |
|           |         |          | 323      | Rivabellosa Ribaguda Arasur centro comercial                                                                                               | vía de servicio Rivabellosa Ribaguda Arasur centro comercial              |          | A-4305 A-4304                   |       |
|           |         |          | 325      | Laguardia - Logroño | Laguardia - Logroño                                                       |          | N-124                           |       |
|           |         |          | 328      | Armiñón A-4104 Estavillo A-3310 Manzanos E-5 E-80 AP-1 Burgos AP-68 Logroño - Bilbao                                                       | Armiñón A-4104 Estavillo E-5 E-80 AP-1 Burgos AP-68 Logroño - Bilbao      |          | E-5 E-80 AP-1                   |       |
|           |         |          |          | CASTILLA Y LEÓN Provincia de Burgos km. 329                                                                                                | PAÍS VASCO Álava km. 329                                                  |          |                                 |       |
|           |         |          | 334      | La Puebla de Arganzón - Treviño | La Puebla de Arganzón - Treviño                                           |          | CL-127                          |       |
|           |         |          |          | Túnel de Peña María 500m | Túnel de Peña María 306m                                                  |          |                                 |       |
|           |         |          |          | PAÍS VASCO Álava km. 336 | CASTILLA Y LEÓN Provincia de Burgos km. 336                               |          |                                 |       |
|           |         |          | 340      | Los Llanos Nanclares de la Oca | Los Llanos Nanclares de la Oca                                            |          | A-2622                          |       |
|           |         |          | 341      | zona de servicio Ruta Euroepa Subijana Subillabide Mendoza                                                                                 |                                                                           |          | A-3302                          |       |
|           |         |          | 342      | Vitoria (centro) Hegoalde - sur |                                                                           |          | N-102                           |       |
|           |         |          | 343      | | vía de servicio Mendoza - Nanclares de la Oca pol. industrial Subillabide |          | A-3302                          |       |
|           |         |          | 345      | Júndiz Aduana T.I.R. A-4302 | Júndiz A-4302                                                             |          |                                 |       |
|           |         |          | 347-348  | Vitoria Pol. Ind. Ali-Gobeo Mendoza | Vitoria Pol. Ind. Ali-Gobeo Mendoza                                       |          | A-3302                          |       |
|           |         |          |          | Área de Servicio de Lopidana | Área de Servicio de Lopidana                                              |          |                                 |       |
|           |         |          | 352      | N-622 Vitoria aeropuerto E-804 AP-68 Bilbao E-5 E-80 AP-1 San Sebastián                                                                    | N-622 E-5 E-80 AP-1 Francia E-804 AP-68 Bilbao aeropuerto Vitoria Lakua   |          | N-622                           |       |
|           |         |          | 355      | N-240 Vitoria - Durango - Bilbao E-5 E-80 AP-1 Francia                                                                                     | N-240 Vitoria - Durango - Bilbao E-5 E-80 AP-1 Francia                    |          | N-240                           |       |
|           |         |          | 357      | Arcaute - Estella |                                                                           |          | A-2134                          |       |
|           |         |          |          | Área de Servicio de Zurbano |                                                                           |          |                                 |       |
|           |         |          | 364-367  | Vitoria Arana - Argómaniz - Ozaeta | Vitoria Arana - Argómaniz - Ozaeta                                        |          | N-104                           |       |
|           |         |          |          | Área de Servicio de Ventas del Patio |                                                                           |          |                                 |       |
|           |         |          | 367      | Alegría de Álava - Echávarri-Urtupiña - Dallo                                                                                              |                                                                           |          | A-3100                          |       |
|           |         |          | 370      | | Alegría de Álava Dallo                                                    |          | A-3140 A-4005                   |       |
|           |         |          | 375      | zona industrial Salvatierra - Gazeo | zona industrial Salvatierra - Gazeo                                       |          | A-3100                          |       |
|           |         |          | 379-380  | Salvatierra - Opacua | Salvatierra - Opacua                                                      |          | A-2128                          |       |
|           |         |          | 385      | Araya - San Román | Araya - San Román                                                         |          | A-3020                          |       |
|           |         |          | 389      | Eguino - Andóin |                                                                           |          | A-3138                          |       |
|           |         |          | 391      | | vía de servicio Eguino - Andóin                                           |          | A-3138                          |       |
|           |         |          |          | COMUNIDAD FORAL DE NAVARRA km. 391 | PAÍS VASCO Álava km. 391                                                  |          |                                 |       |
|           |         |          | 392      | Ciordia | Ciordia                                                                   |          |                                 |       |
|           |         |          | 395      | Olazagutía Urbasa Estella | Olazagutía Urbasa Estella                                                 |          | NA-718                          |       |
|           |         |          | 396      | Olazagutía Urbasa |                                                                           |          |                                 |       |
|           |         |          | 397      | A-10 Irurzun Pamplona | Olazagutía Urbasa A-10 Irurzun · Pamplona                                 |          |                                 |       |
|           |         |          | 398      | Alsasua Itsasia | Alsasua Itsasia                                                           |          |                                 |       |
|           |         |          | 399      | Alsasua Ibarrea | Alsasua Ibarrea                                                           |          |                                 |       |
|           |         |          |          | Túnel de Murgil 290m | Túnel de Murgil 290m                                                      |          |                                 |       |
|           |         |          | 401      | vía de servicio | vía de servicio                                                           |          |                                 |       |
|           |         |          | 405      | NA-1000 Cegama | GI-2637 Cegama                                                            |          | NA-1000 NA-1001 GI-2637         |       |
|           |         |          |          | PAÍS VASCO Guipúzcoa km. 405 | COMUNIDAD FORAL DE NAVARRA km. 405                                        |          |                                 |       |
|           |         |          | 406      | vía de servicio | vía de servicio                                                           |          |                                 |       |
|           |         |          |          | Túnel de Echegárate 250m | Puerto de Echegárate 650m                                                 |          |                                 |       |
|           |         |          |          | Túnel de Mote 89m | Túnel de Mote 74m                                                         |          |                                 |       |
|           |         |          |          | Camino de Servicio |                                                                           |          |                                 |       |
|           |         |          | 409      | Ursuarán | Ursuarán                                                                  |          | GI-3431                         |       |
|           |         |          |          | | Vía de Servicio                                                           |          |                                 |       |
|           |         |          | 412      | Idiazábal | Idiazábal                                                                 |          |                                 |       |
|           |         |          | 416      | Idiazábal - Motiloa - Segura - Ceráin - Cegama                                                                                             | Idiazábal - Motiloa - Segura - Ceráin - Cegama                            |          | GI-2637                         |       |
|           |         |          | 417A-417 | Olaberría | vía de servicio Olaberría                                                 |          | GI-3560 GI-2632                 |       |
|           |         |          | 417B-418 | Zumárraga - Vergara | Zumárraga - Vergara                                                       |          | AP-636                          |       |
|           |         |          |          | vía de servicio | Zumadi                                                                    |          |                                 |       |
|           |         |          |          | | Vía de Servicio                                                           |          |                                 |       |
|           |         |          | 419      | Beasáin Lazcano - Atáun | Beasáin Lazcano - Atáun                                                   |          | GI-2120                         |       |
|           |         |          |          | Túnel de Beasáin 300m | Túnel de Beasáin 290m                                                     |          |                                 |       |
|           |         |          | 420      | Villafranca de Ordizia industrialdea Unibertsitatea                                                                                        | Villafranca de Ordizia industrialdea Unibertsitatea                       |          |                                 |       |
|           |         |          | 422      | Villafranca de Ordizia Isasondo Zaldivia Arama                                                                                             | Villafranca de Ordizia Isasondo Zaldivia Arama                            |          | GI-2133 GI-2131 GI-2133 GI-3871 |       |
|           |         |          |          | vía de servicio |                                                                           |          |                                 |       |
|           |         |          |          | Túnel de Itsasondo 300m | Túnel de Itsasondo 250m                                                   |          |                                 |       |
|           |         |          |          | | vía de servicio                                                           |          |                                 |       |
|           |         |          |          | Túnel de Legorreta 500m | Túnel de Legorreta 500m                                                   |          |                                 |       |
|           |         |          | 426      | Legorreta | Legorreta                                                                 |          | GI-2131                         |       |
|           |         |          |          | Túnel de Ikcaztegieta 180m | Túnel de Icazteguieta 180m                                                |          |                                 |       |
|           |         |          |          | Túnel de Muñoa 125m | Túnel de Muñoa 126m                                                       |          |                                 |       |
|           |         |          | 428      | vía de servicio Icazteguieta - Alegría de Oria                                                                                             | vía de servicio Icazteguieta                                              |          | GI-2131                         |       |
|           |         |          | 431      | Alegría de Oria | Alegría de Oria                                                           |          | GI-2131                         |       |
|           |         |          |          | | vía de servicio                                                           |          |                                 |       |
|           |         |          | 433      | Tolosa Azpeitia | Tolosa Azpeitia                                                           |          | GI-2634                         |       |
|           |         |          | 434      | Tolosa Ibarra Lizarza | Tolosa Ibarra Lizarza                                                     |          | GI-2130 GI-2135                 |       |
|           |         |          | 436      | Tolosa | Tolosa                                                                    |          |                                 |       |
|           |         |          |          | vía de servicio |                                                                           |          |                                 |       |
|           |         |          | 439      | Irura - Anoeta | Irura - Anoeta                                                            |          | GI-3650                         |       |
|           |         |          |          | | Camino de Servicio                                                        |          |                                 |       |
|           |         |          |          | vía de servicio | Camino de Servicio                                                        |          |                                 |       |
|           |         |          |          | | vía de servicio                                                           |          |                                 |       |
|           |         |          | 441      | Villabona |                                                                           |          |                                 |       |
|           |         |          | 443      | Villabona Aduna Asteasu | Villabona Aduna Asteasu                                                   |          | GI-3610 GI-2631                 |       |
|           |         |          | 445      | Andoáin Aduna Pamplona | Pamplona                                                                  |          | GI-3610 A-15                    |       |
|           |         |          | 446      | | Andoáin Aduna                                                             |          | GI-3610                         |       |
|           |         |          | 447A     | | Andoáin                                                                   |          |                                 |       |
|           |         |          | 447B     | A-15 Hernani E-5 E-70 E-80 AP-1 AP-8 Irún - Burdeos Andoáin (centro)                                                                       | A-15 Hernani - Urnieta                                                    |          |                                 |       |
|           |         |          | 450      | Lasarte-Oria | vía de servicio                                                           |          |                                 |       |
|           |         |          | 451      | vía de servicio | Lasarte-Oria                                                              |          |                                 |       |
|           |         |          | 452      | Lasarte-Oria (centro) |                                                                           |          |                                 |       |
|           |         |          | 453      | E-5 E-70 E-80 AP-1 AP-8 Pasajes - Irún - Bayona                                                                                            |                                                                           |          | E-5 E-70 E-80 AP-1 AP-8         |       |
|           |         |          | km 453   | Conversión en GI-11 GI-2132 GI-21 San Sebastián (por Añorga) Dirección final: GI-11 San Sebastián E-5 E-70 E-80 AP-1 AP-8 Bilbao - Vitoria | Conversión de GI-11 Lasarte-Oria                                          |          | GI-11                           |       |